# Parametopides niveoscutellatus
Parametopides niveoscutellatus är en skalbaggsart som beskrevs av Stefan von Breuning 1936. Parametopides niveoscutellatus ingår i släktet Parametopides och familjen långhorningar.
Artens utbredningsområde är Ghana. Inga underarter finns listade i Catalogue of Life.